# Bataille de Chipka
Pour les articles homonymes, voir Chipka.
Guerre russo-turque de 1877-1878
Batailles
Kizil Tepe — Zimnicea — Sistova — Nikopol — 1re col de la Chipka — 2e col de la Chipka — Lovča — 3e col de la Chipka — Gorni Dubnik — Kars — Plevna — Tashkessen — 4e col de la Chipka-Cheïnovo — Philippopolis
Les batailles de Chipka sont une série d'affrontements, entre les armées d'une part, de l'Empire russe et des insurgés bulgares et, d'autre part de l'Empire ottoman. Elle se déroulèrent en 1877 et 1878, lors de la Dixième guerre russo-turque qui aboutit à la création d'une Bulgarie autonome au sein de l'Empire ottoman.

## Genèse

Pour emporter la Dixième guerre russo-turque l'armée de l'Empire russe décida, à l'été 1877, de forcer le passage du Balkan afin de ne pas laisser le temps à l'armée de l'Empire ottoman de s'organiser au sud de celui-ci.

## La1rebataille(juillet 1877)
En juillet 1877, quatre corps d’armée russes franchirent le Danube et s’avancèrent vers l’intérieur de la Bulgarie. Afin de s'emparer des cols du Grand Balkan un détachement avancé (dont la 4e brigade de fusiliers) mené par le général Iossif Gourko marcha sur le col de Chipka tenu par une garnison ottomane d’environ 5 000 hommes.
Le 17 juillet, Gourko attaqua par le nord avec quatre divisions. Les divisions sur les deux flancs parvinrent à s’emparer de positions dans les montagnes mais l’assaut frontal fut repoussé. Le 18, Gourko lança une attaque par le sud et, malgré la prise de quelques tranchées ennemies, l’attaque sur le col de Chipka échoua. Cependant, le commandement ottoman, jugeant sa position trop précaire, abandonna Chipka et une partie de son artillerie aux Russes.

## La2ebataille(août 1877)

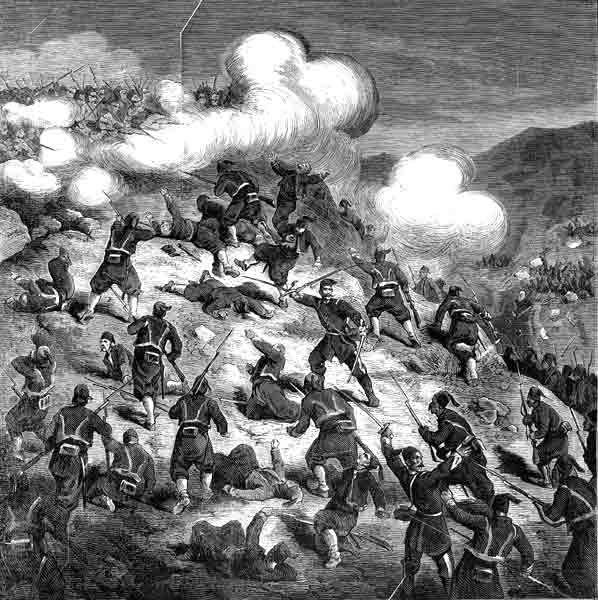
L'attaque turque vers le Mont Chipka

La deuxième bataille du col de Chipka eut lieu en août 1877.
Après avoir pris la passe de Chipka en juillet 1877, les forces russes y construisirent une position défensive. Le général russe Stoletov disposa ses 7 500 défenseurs (5 500 Bulgares, 2 000 Russes) sur une ligne s'étendant de Chipka à Tirnova.
Suleiman Pacha réunit alors une armée de 38 000 Ottomans et se prépara à attaquer le défilé de Chipka, non pas pour tenter une diversion de ce côté mais dans l'intention formelle de le reprendre à tout prix. Le général-lieutenant Radetzky décida alors d'envoyer des renforts depuis Tirnova, mais étant donné les deux journées de marche qui séparaient les deux points, les régiments postés à Chipka devaient en attendant supporter seuls les attaques des Turcs. Celles-ci furent lancées le 21 août, les Turcs attaquant les positions russes à la fois sur le front et sur les flancs, tirant avantage de la configuration du terrain. Les assaillants furent repoussés à dix reprises, la garnison russe combattant vaillamment, bien qu'elle fût obligée de se retirer de la ligne avancée se trouvant au-dessous du mont Saint-Nicolas, le pic le plus élevé de la passe de Chipka. Le lendemain, les forces ottomanes déplacèrent leur artillerie sur les flancs droite et gauches de la montagne et bombardèrent le col pendant que l’infanterie se déplaçait autour du flanc russe. Le 23 août, les forces ottomanes attaquèrent toutes les positions russes avec l’effort principal à nouveau sur le mont Saint-Nicolas. La garnison russe de Stoletov, ralliée par la brigade de la 9e division commandée par le général Dorojinsky, combattit toute la journée, s'attendant à tout moment à être cernée sur ses deux flancs, jusqu'au soir où enfin les renforts envoyés par Radetzky commencèrent à arriver, après avoir franchi 55 kilomètres d'une traite. À partir du 26, les Turcs reprirent leur bombardement, mais de nouveaux renforts russes arrivèrent et mirent fin à la bataille.

## La3ebataille(septembre 1877)
Suleiman Pacha lança une seconde tentative pour reprendre le col de Chipka aux Russes après l’échec du mois d'août. Les défenses russes avaient été renforcées depuis lors mais le siège de Plevna fixait les troupes et limitait les renforts en hommes. Le 13 septembre, Suleiman commença à bombarder les lignes russes et continua jusqu’à l’assaut frontal des troupes turques sur la position russe Saint-Nicolas le 17 septembre. Les premières lignes passèrent aux mains des Ottomans qui se dirigeaient vers le sommet jusqu’à ce qu’une contre-attaque, organisée par le général Fiodor Radetzky, les repousse, reprenant tout le territoire perdu aux Turcs.

## La4ebataille(janvier 1878)

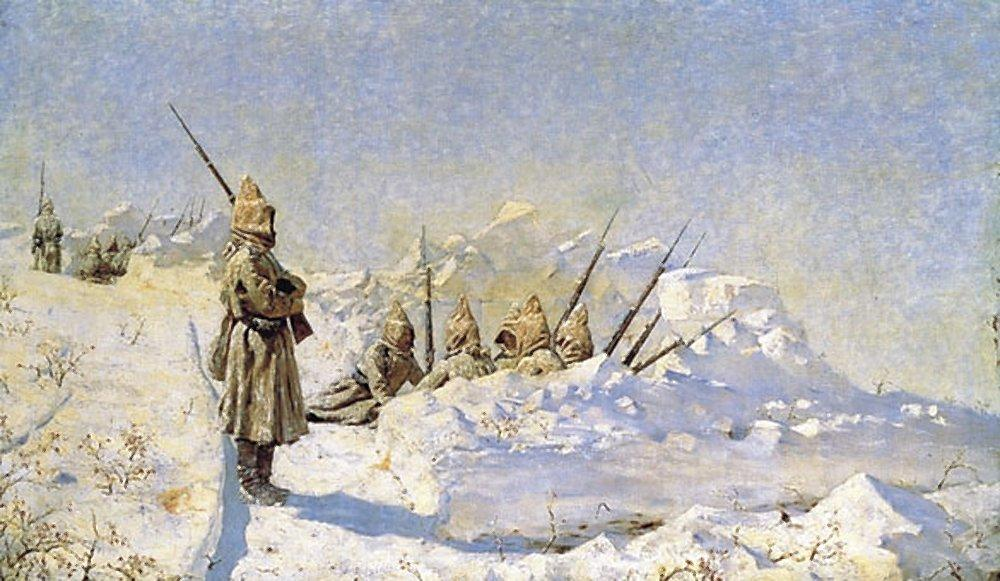
Les positions russes au mont Chipka

La quatrième bataille eut lieu du 5 au 9 janvier 1878 et fut la bataille finale par laquelle les Russes obtinrent une victoire définitive.
L'armée russe s'étant enfin emparée de la forteresse de Plevna au mois de décembre 1877, un nombre important de troupes russes fut rendu disponible. Le général Gourko comptait maintenant jusqu’à 65 000 soldats pour affronter les Ottomans. Il força alors le col d’Arab-Konak et prit Sofia. De là, il se dirigea vers le sud à travers les montagnes des Balkans pour couper l’armée ottomane face au col de Chipka.
Le 5 janvier, le général Fiodor Radetzky, commandant la garnison, résolut de se préparer à attaquer depuis la position centrale du mont Saint-Nicolas, et envoya deux colonnes chargées de tourner la position des Turcs pour leur couper la retraite : l'une à droite sous les ordres du général Mikhaïl Skobelev et l'autre à gauche sous les ordres du général prince Sviatopolk-Mirsky. Skobelev fut freiné par le franchissement difficile du défilé d'Imetlia et Sviatopolk-Mirsky dut se préparer à attaquer de façon isolée. Le 9 janvier, Radezky attaqua de front par la chaussée de Chipka sur un terrain des plus défavorables, forçant les Turcs à rester sur leurs positions et permettant ainsi aux deux colonnes de fermer le cercle. Complètement encerclées, les forces ottomanes se rendirent le même jour.

## Les conséquences
Les affrontements au Mont Chipka furent décisifs pour l'issue de la guerre russo-turque de 1877-1878.
Ils marquèrent l'histoire et la mémoire bulgares. Un mémorial et un monastère furent construits pour commémorer et conserver le souvenir de ces affrontements.

## Galerie

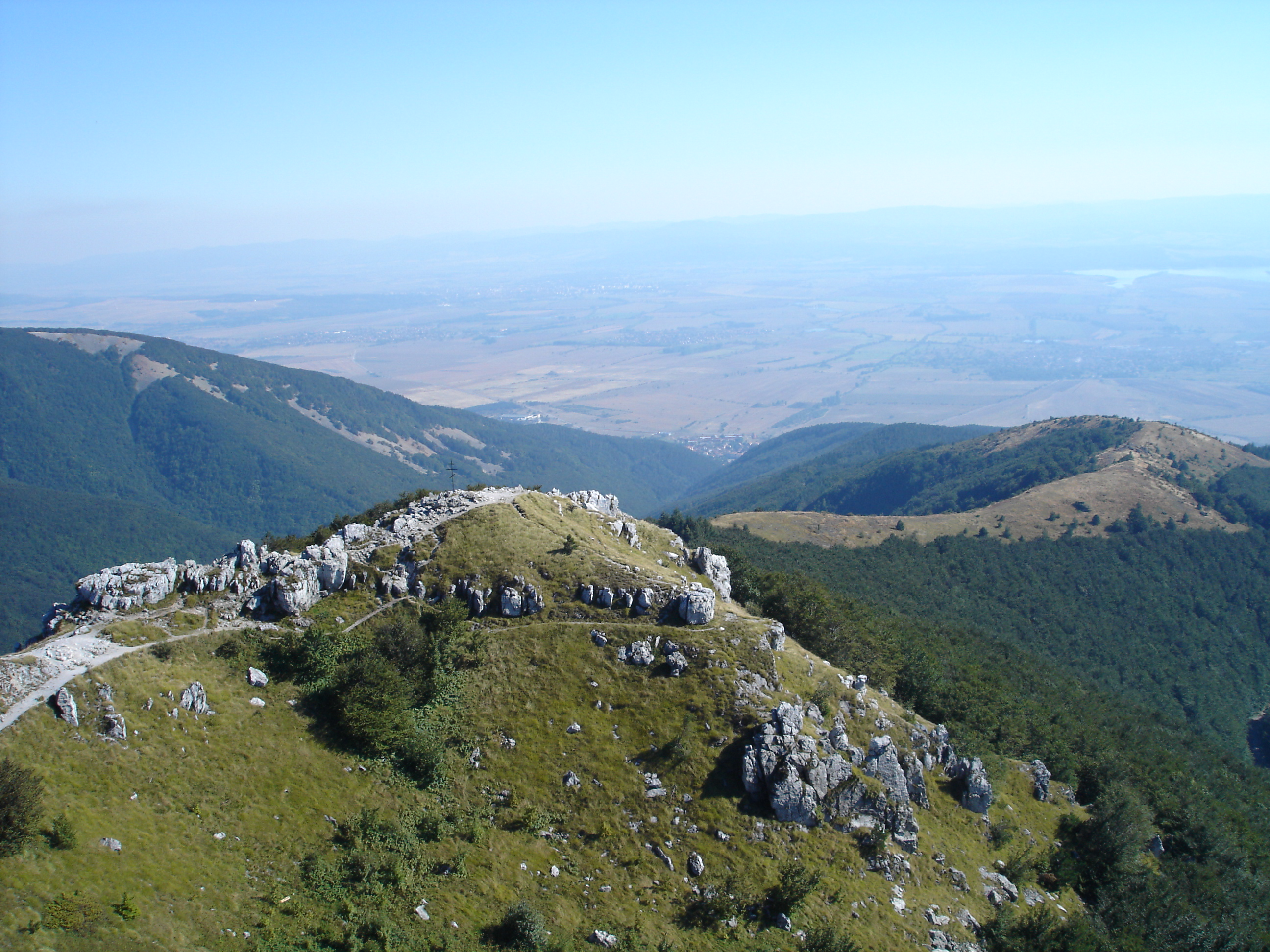
Le Mont Chipka
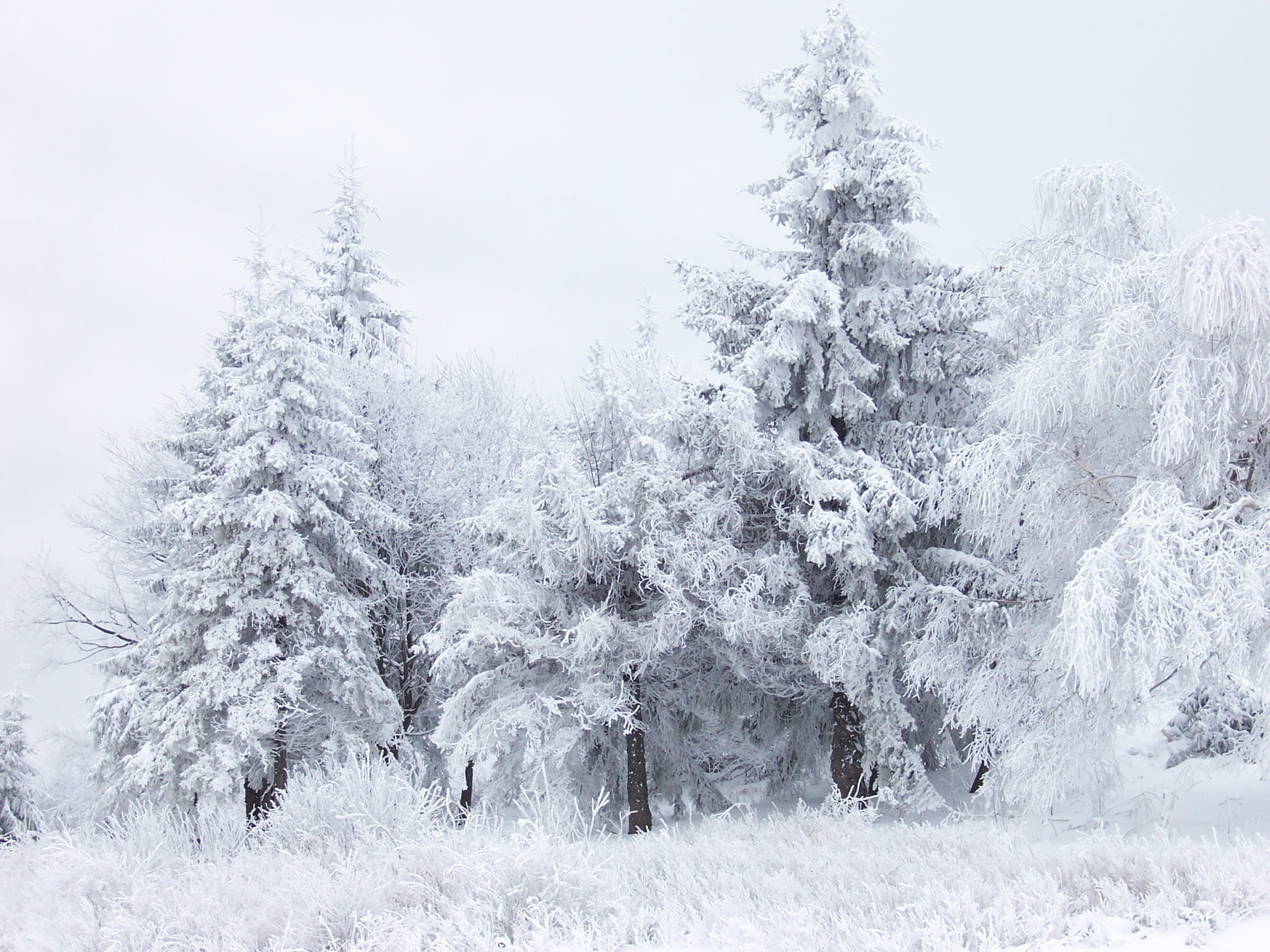
forêt en hiver près du Col de Chipka
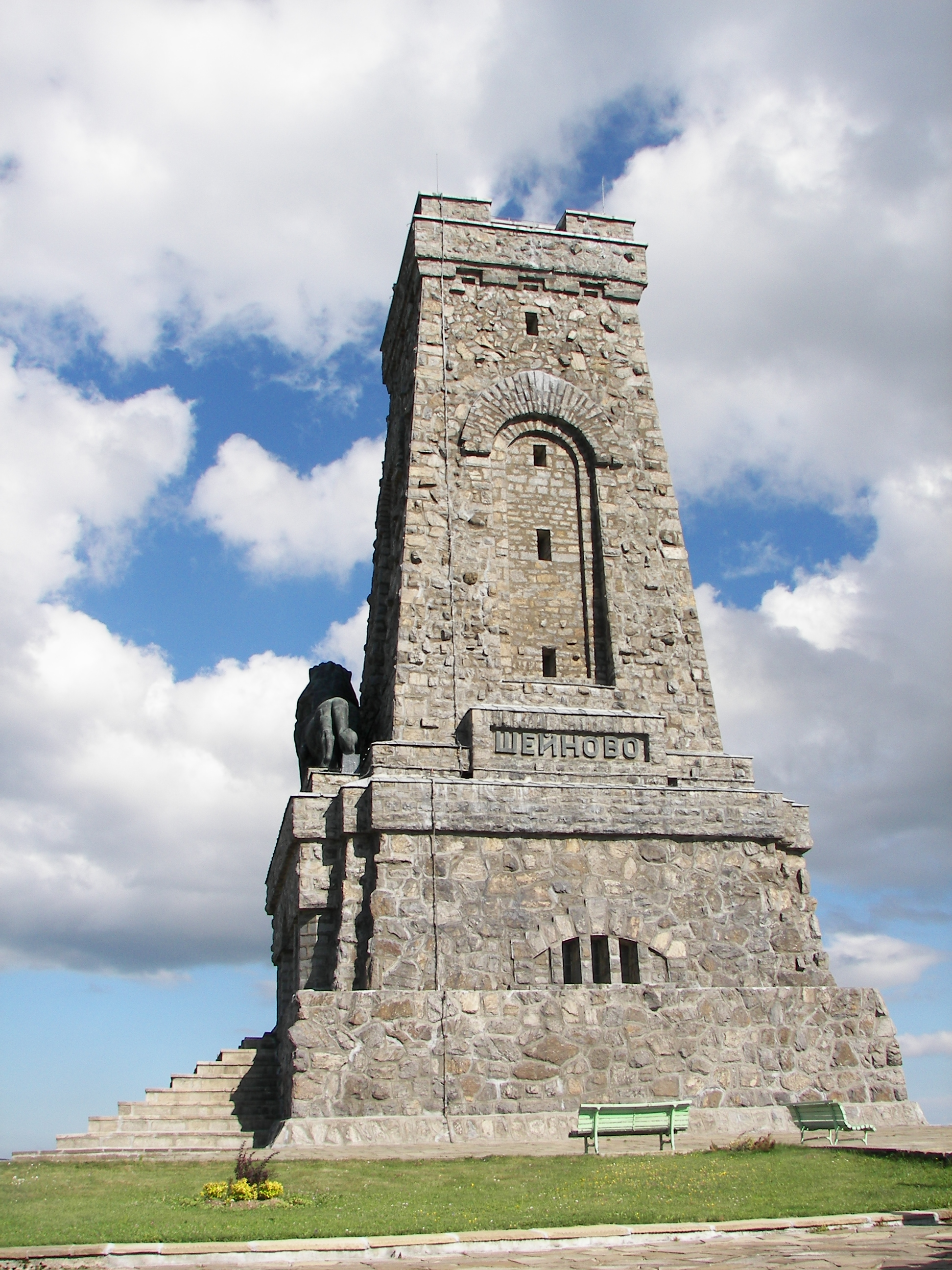
Mémorial de Chipka
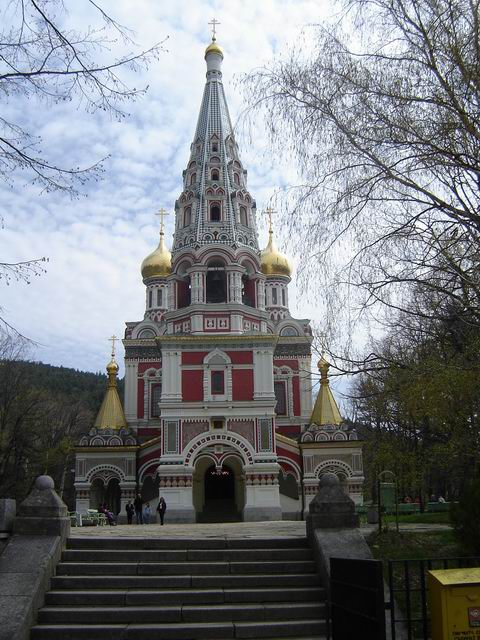
Monastère de Chipka
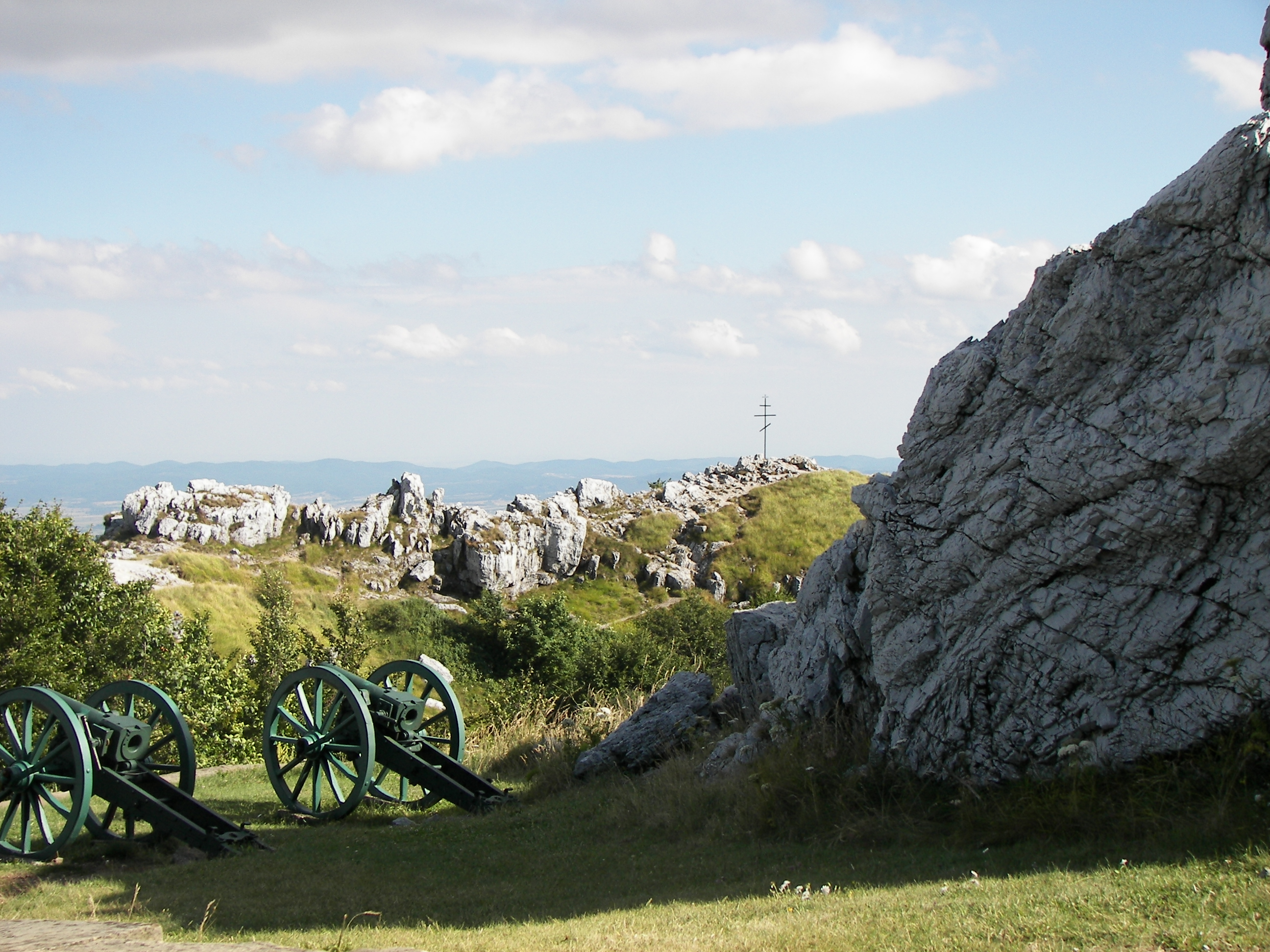
Les positions de l'artillerie au sommet du Mont Chipka